# Alan McInally
Alan Bruce McInally (ur. 10 lutego 1963 w Ayrshire) – piłkarz szkocki grający na pozycji napastnika.

## Kariera klubowa
Karierę piłkarską McInally rozpoczął w klubie Ayr United. W sezonie 1980/1981 zadebiutował w szkockiej First Division. W następnych trzech sezonach należał do najlepszych strzelców drużyny. W 1984 roku przeszedł do Celticu Glasgow. 11 sierpnia 1984 zadebiutował w Scottish Premier League w zremisowanym 0:0 wyjazdowym spotkaniu z Hibernianem. W 1985 roku wygrał z Celtikiem Puchar Szkocji, a w 1986 roku wywalczył z nim swoje pierwsze i jedyne mistrzostwo Szkocji. W Celticu spędził 3 sezony. Rozegrał dla tego klubu 65 ligowych spotkań i 17 razy zdobywał gola w lidze.
Latem 1987 roku McInally przeszedł do angielskiej Aston Villi. W angielskiej Division Two zadebiutował 30 września 1987 w zremisowanym 1:1 domowym spotkaniu z Blackburn Rovers. W 1988 roku awansował z Aston Villą do Division One, a w sezonie 1988/1989 strzelił 14 bramek.
W 1989 roku McInally został piłkarzem Bayernu Monachium. W niemieckiej Bundeslidze swoje pierwsze spotkanie rozegrał 29 lipca 1989 przeciwko 1. FC Nürnberg (3:2) i w debiucie strzelił 2 gole. W ataku Bayernu występował wraz z Rolandem Wohlfarthem i strzelił 10 goli przyczyniając się do wywalczenia mistrzostwa Niemiec. W kolejnych trzech sezonach był jednak rezerwowym i rozegrał tylko 9 meczów. W 1993 roku wrócił do Szkocji. Przez rok grał w Kilmarnock F.C., a w 1994 roku zakończył karierę.
| Sezon   | Klub             | Kraj    | Rozgrywki      | Mecze | Bramki |
| ------- | ---------------- | ------- | -------------- | ----- | ------ |
| 1980/81 | Ayr United       | Szkocja | First Division | 6     | 0      |
| 1981/82 | Ayr United       | Szkocja | First Division | 17    | 9      |
| 1982/83 | Ayr United       | Szkocja | First Division | 35    | 7      |
| 1983/84 | Ayr United       | Szkocja | First Division | 35    | 15     |
| 1984/85 | Celtic F.C.      | Szkocja | Premier League | 9     | 1      |
| 1985/86 | Celtic F.C.      | Szkocja | Premier League | 16    | 1      |
| 1986/87 | Celtic F.C.      | Szkocja | Premier League | 38    | 15     |
| 1987/88 | Aston Villa F.C. | Anglia  | Division Two   | 26    | 4      |
| 1988/89 | Aston Villa F.C. | Anglia  | Division One   | 33    | 14     |
| 1989/90 | Bayern Monachium | Niemcy  | Bundesliga     | 31    | 10     |
| 1990/91 | Bayern Monachium | Niemcy  | Bundesliga     | 7     | 0      |
| 1991/92 | Bayern Monachium | Niemcy  | Bundesliga     | 2     | 0      |
| 1992/93 | Bayern Monachium | Niemcy  | Bundesliga     | 0     | 0      |
| 1993/94 | Kilmarnock F.C.  | Szkocja | Premier League | 8     | 0      |

## Kariera reprezentacyjna
W reprezentacji Szkocji McInally zadebiutował 8 lutego 1989 roku w wygranym 3:2 spotkaniu eliminacji do Mistrzostw Świata we Włoszech z Cyprem. W 1990 roku został powołany do kadry na ten turniej na Mundialu we Włoszech. Tam zagrał w jednym spotkaniu, przegranym 0:1 z Kostaryką (0:1). Od 1989 roku do 1990 roku rozegrał w kadrze narodowej 8 meczów i zdobył 3 gole.